# 鄭三俊
鄭三俊（1574年—1656年），字用章，號玄岳，又号影庵，晚号巢云老人，南直隸池州府建德縣人，明朝政治人物。

## 生平
萬曆二十五年（1597年）丁酉科應天鄉試舉人，二十六年（1598年）戊戌科進士。兵部觀政，授北直隸元氏縣知縣，二十八年（1600年）調真定縣知縣，三十二年升南京礼部主事，累遷南京禮部精膳司郎中。三十七年出為河南歸德府知府，期間黃河河決，百姓連年饑荒，鄭三俊興積貯導水利，使民墾淤田復業如故。四十一年举卓异，升福建按察司副使，不久提督學政，期間獎拔滯才，搜羅無遺，並拒絕一切苞苴竿牘，與劉宗周齊名。四十三年九月请告假归乡。
泰昌元年（1620年）九月起升浙江布政司粮储道参政，天啟元年（1621年）三月召為光祿寺少卿，二年五月改太常寺少卿，三年四月升都察院左佥都御史协理院事，本年閏十月升左副都御史，四年升户部添设右侍郎，本年养病，五年八月以東林黨冠带闲住。当时有语曰：赵高既放，杨左同褫，犹存八劲，号曰赵钱孙李、周吴郑王。指赵健、钱春、孙居相、李邦华、周起元、吴仁度、郑三俊、王之采。
崇禎元年（1628年）起升南京戶部尚書兼掌吏部事，剛上任時倉庫不足一月之餉，鄭三俊力祛宿弊，糾正怠忽職守的官員，與兵部力爭虛冒兵額的開支，不久之後士兵都能吃飽。得悉蕪湖、淮安、杭州三個地方榷關的官員貪污腐敗，鄭三俊上書彈劾將他們罷免。
崇禎八年（1635年）改吏部尚書，主持京察，斥罷七十八名不稱職的官員，時論都佩服他辦時公平。他上書請求「議官評、杜請屬、慎差委」三事，均獲崇禎帝採納。後來考績入都，留為刑部尚書。
崇禎十年（1637年）因曲庇侯恂下獄，盧象昇等上疏救援，內閣先後擬旨“回話”、“為民”、“提問”，最後崇禎帝批：“可將三俊罪狀，一一講明，不必更處奏事官。”家門前懸掛有“天子三問”匾額。崇禎十三年（1640年）起為刑部尚書，同年改吏部尚書。鄭三俊先後舉薦李邦華、劉宗周足以繼任吏部尚書，又薦黃道周、史可法、馮元颺、陳士奇四人，並奏罷不稱職的吏部官員數人。但他後來引進吳昌時，頗為世所詬病。
南明弘光時，召为东阁大学士入阁，不赴。顺治三年（1646年），安徽首任巡抚刘应宾疏荐起用明故吏部尚书郑三俊，清廷派洪承畴来建德游说，其挈家避居祖居地江西浮梁不见。后在家乡筑一室名“影庵”，日录诸经不辍，参禅悟道，以遗民自居。卒于清顺治十三年（1656年），享年八十三。

## 家族
父鄭國光，號望溪。

## 延伸阅读
[在维基数据编辑]
 《明史卷二百五十四》，出自《明史》